# NGC 5077
NGC 5077 este o galaxie eliptică situată în constelația Fecioara. A fost descoperită în 11 mai 1784 de către William Herschel. Se află la o distanță de 42,9 de megaparseci de Pământ.